# یواس‌اس الت (دی‌دی-۶۹۸)
یواس‌اس الت (دی‌دی-۶۹۸) (به انگلیسی: USS Ault (DD-698)) یک کشتی بود که طول آن ۳۷۶٫۵ فوت (۱۱۴٫۸ متر) بود. این کشتی در سال ۱۹۴۴ ساخته شد.